# 韵法
韵法（英語：Rhyme scheme）是指英文诗歌或歌词中每行末尾的押韵模式。通常使用字母来表示每行的韵律，同一韵律使用同一字母来表示。
例如以下为一个ABAB韵法（节选自罗伯特·赫里克的《To Anthea, who may Command him Anything》）：
| Bid me to weep, and I will weep  |  | A |
| While I have eyes to see         |  | B |
| And having none, yet I will keep |  | A |
| A heart to weep for thee         |  | B |

## 作用
韵法在诗歌写作中有多种用途，例如：
- 控制阅读节奏：如果诗节每行都是同一押韵（AAAA），阅读速度就较快，而假如每行押韵不同，例如ABCABC的模式，阅读速度就慢一些。
- 通过押韵模式传达诗歌的信息：类似于AABB的简单韵法可用于传达直接的信息，因为它显示出前文所要表达的思想紧随其后。本质而言，这段文本可被视为一个独立的称述。韵法可被用于反映思考过程的观点在有关十四行诗的研究中讨论较多。
- 决定一个诗节是否平衡。
- 加强情感的表达：假如作者想要表达一种固执难忘的情感，像是失去亲友的感受，那么他们可能会使用更加紧凑的韵法，例如在诗节中仅使用一个押韵（XXAXXA）。

韵法只是对单个诗节中押韵模式的总结，而假如押韵模式延续到了后续诗节，贯穿了整篇诗歌，这种模式被称为链韵。此外还有与韵法相关的，更加严密的押韵模式，例如六节诗。押韵并不是诗歌创作的必备要求，一个无押韵的四行诗节的韵法可表示为ABCD。

## 符号与示例
以下是韵法符号示例：
- ABAB - 四行诗节，首行与第三行末尾为同一押韵，第二行与第四行为同一押韵。
- AB AB - 两段二行诗节，每段诗节的首行互为同一押韵，末行互为同一押韵。
- AB, AB - 一段二行诗节，每行包含有一个内韵（英语：Internal rhyme）（A），以及末尾的一个常规押韵（B）。

- aBaB - 对于一段四行诗节有两种可能的含义：
  - 首行与第三行末尾押韵，第四行是第二行的重复。
  - 首行与第三行为阳性押韵（英语：Masculine and feminine endings），第二行与第四行为阴性押韵（英语：Masculine and feminine endings）。

- A1abA2 A1abA2 - 两段四行诗节，其中每段的首尾两行诗节为重复（A1=A1，A2=A2），但中间两行不同。第二行（a）与时首尾两行（A1A2）的押韵相同，而第三行（b）不与其它行押韵。

以下是一些著名的韵法：
- 歌谣体（英语：Ballad stanza）（四行诗）: ABCB
- 谣曲: 三段 ABABBCBC 诗节后跟随着BCBC
- Balliol rhyme（英语：Balliol rhyme）: AABB
- A Boy Named Sue（英语：A Boy Named Sue）: AABCC(B偶尔也被D替代)，来自歌曲《A Boy Named Sue》
- Bref double（英语：Bref double）: AXBC XAXC AXAB AB，其中X指代无韵行
- 伯恩斯体（英语：Burns stanza）: AAABAB(B)或是AABCCCB
- Canopus[1]: ABABCBC
- Chant royal（英语：Chant royal）: 五段 ababccddedE诗节，跟随着ddedE或是ccddedE (大写字母表示整行重复)
- 恰斯图什卡: ABAB, ABCB, 或者AABB
- 五行诗: ABABB
- 克莱里休诗: AABB
- 对句: AA, 不过一般不止两句，而是 AA BB CC DD ...
- Décima（英语：Décima）: ABBAACCDDC
- Double dactyl（英语：Double dactyl）: XXXA XXXA
- Enclosed rhyme（英语：Enclosed rhyme） (或写作 enclosing rhyme): ABBA
- Englyn（英语：Englyn）: 复杂的结构
- “火与冰”体: ABAABCBCB，源于罗伯特·弗罗斯特的著名诗歌《火与冰》
- 济慈颂: ABABCDECDE，出现在约翰·济慈的诗歌《怠惰颂》、《希腊古瓮颂》和《夜莺颂》中。
- Klon（英语：Klon (poetry)）: 复杂的结构
- 五行打油诗（英语：Limerick (poetry)）: AABBA
- 单韵诗（英语：Monorhyme）: AAAAA... 每行的押韵皆一致，常见于拉丁语和阿拉伯语诗歌。
- 奥塔夫体: ABBA ABBA
- 奥涅金诗节: aBaBccDDeFFeGG，小写字母代表阴性押韵（英语：Masculine and feminine endings），大写字母代表阳性押韵（英语：Masculine and feminine endings），以弱强四步格韵律写成
- 奥塔瓦·里玛（英语：Ottava rima）（八行诗体）: ABABABCC
- 四行诗： AAAA, AABB, ABAB, ABBA和ABCB
- 乌鸦体: ABCBBB 或者考虑内韵（英语：Internal rhyme）时可写作AA,B,CC,CB,B,B，源于爱伦坡的著名诗歌《乌鸦》
- 皇家诗体（英语：Rhyme royal）: ABABBCC
- “未选择的路”体: ABAAB，源于罗伯特·弗罗斯特的著名诗歌《未选择的路（英语：The Road Not Taken）》
- 法国回环体（英语：Rondeau）: ABaAabAB（大写字母表示整行重复）
- 回旋诗（英语：Rondelet）: AbAabbA（大写字母表示整行重复）
- 鲁拜四行诗（英语：Rubaʿi）: AABA或者AAAA
- 波兰诗歌中的萨福诗体（英语：Sapphic stanza in Polish poetry） - 形式多样
- 苏格兰体（英语：Burns stanza）: AAABAB，来自罗伯特·伯恩斯的诗歌《致老鼠》
- 六行体（英语：Sestain）: AABBCC, ABABCC, AABCCB, AAABAB 等
- 六行诗（英语：Sestet）: 形式多样
- 六节诗: ABCDEF FAEBDC CFDABE ECBFAD DEACFB BDFECA, 第七节为三行体（英语：Tercet），第一行包含A，以D结尾，第二行包含B，以E结尾，第三行包含C，以F结尾
- Sestuplo-nel-quintetto: 任意数量的AABCCB诗节，偶尔跟随有重复的BCCB或者AA
- 西西里八行体（英语：Sicilian octave）: ABABABAB
- 简单四行体（英语：Simple 4-line）: ABCB
- 十四行诗
  - 4 + 4 + 3 + 3
    - 彼特拉克十四行诗: ABBA ABBA CDE CDE 或者 ABBA ABBA CDC DCD

  - 4 + 4 + 4 + 2
    - 莎士比亚十四行诗: ABAB CDCD EFEF GG
    - 斯宾塞十四行诗: ABAB BCBC CDCD EE
- 斯宾塞体: ABABBCBCC, where the last line is an alexandrine line
- “雪夜林畔小驻”体：: AABA BBCB CCDC DDDD，改自罗伯特·弗罗斯特的著名诗歌《雪夜林畔小驻》
- 短尾诗（英语：Tail rhyme）: 间断出现B行
- 他加禄诗体（英语：Tanaga）: 传统他加禄人的诗歌形式为AABB
- 意大利三行体（英语：Terza rima）: ABA BCB CDC ..., 以YZY Z; YZY ZZ; 或者YZY ZYZ结尾
- 三行体（英语：Tercet）：通常的三行体为AAA或者ABA，此外也包括AAB, ABB和ABC，三行体可跟随在长诗（例如六节诗）末尾
- 传统押韵法（英语：Traditional rhyme）: ABAB CDCD EFEF GHGH...
- 八行两韵诗（英语：Triolet）: ABaAabAB
- 三行连句（英语：Triplet）: AAA，有时不止一段：AAA BBB CCC DDD...
- Trova（英语：Trova (poetry)）: XAXA
- 法国十九行体（英语：Villanelle）: A1bA2 abA1 abA2 abA1 abA2 abA1A2, 其中A1和A2不断重复，并且与a行同韵

## 嘻哈音乐中的韵法
嘻哈和说唱音乐中既包含有传统韵法，例如对句，也有这些音乐流派本身特有的韵法，这些特有韵法在书本《如何说唱》和《韵律之书》中有详细的分析。在嘻哈音乐中使用的韵法包括：
- 对句[3]
- 单衬[4]
- 多衬[5]
- 韵律组合[6]
- 全韵[6]

对句是旧学派嘻哈中最常见的韵法，如今仍被使用，但不及新兴的复杂韵法流行。 相比诗歌的押韵只在诗行末尾，嘻哈音乐韵法的押韵可放置在音乐中的任何位置，以此建立结构。 同时，嘻哈音乐中多种韵律元素可在同一韵法中共同协作——这在传统诗歌中被称为内韵，不过鉴于嘻哈音乐中的任何位置都可插入韵法，故而它们都可被视为内韵，因此"内韵"这个术语在嘻哈音乐中并不常用。 说唱音乐中也会插入额外的韵律，它们没有韵法的结构化文本的功能，而更多是为了增加韵律的多样性。

## n行诗的韵法数量

源氏物语的章节符号，包含有前52个集合划分图示

n行诗的可能韵法数量可由贝尔数给出，对于n = 1, 2, 3, ...可能的韵法数量为
1, 2, 5, 15, 52, 203, 877, 4140, 21147, 115975, .. （OEIS數列A000110）.
例如，对于单行诗，可能的韵法数量只有一种（A），对于两行诗有两种可能的韵法（AA，AB），对于三行诗则有五种可能的韵法（AAA, AAB, ABA, ABB 和 ABC）。
不过上述的计算包含了无韵诗行（ABCD），假如预设每行诗都必须与任意其它至少一行诗押韵，那么相比之下可能韵法的数量就少很多。此时，对于n = 1, 2, 3, ...可能的韵法数量为
0, 1, 1, 4, 11, 41, 162, 715, 3425, 17722, ... （OEIS數列A000296）.
在这种情况下，三行诗的可能韵法就只剩下了一种（AAA），对于四行诗则有四种韵法（AABB, ABAB, ABBA 和AAAA）